# Brad Johnson
James Bradley Johnson, detto Brad (Marietta, 13 settembre 1968), è un ex giocatore di football americano statunitense che ha giocato nel ruolo di quarterback per diciassette stagioni nella National Football League (NFL). Fu scelto nel corso del nono giro del Draft NFL 1992 dai Minnesota Vikings. Al college ha giocato a football all’Università statale della Florida.

## Carriera professionistica

### Minnesota Vikings
Johnson fu scelto nel corso del nono giro del Draft 1992 dai Minnesota Vikings. Nella sua prima stagione non scese mai il campo, essendo il terzo quarterback della squadra dietro Rich Gannon e Sean Salisbury. Nel 1994, Johnson divenne la riserva del titolare Warren Moon e giocò la sua prima partita da professionista il 18 settembre nella settimana 3. Nel 1995 passò in prestito ai London Monarchs della NFL Europa dove passò 13 touchdown con 14 intercetti. Nel 1996 tornò ai Vikings dove, in otto gare da titolare, terminò col terzo miglior passer rating della NFC. Brad rimase ai Vikings fino alla stagione 1998.

### Washington Redskins
Nel 1999, Johnson passò ai Redskins. Con 4.005 yard, 24 touchdown, 13 intercetti e un 90,8 di passer rating stabilì i propri primati in carriera nel primo anno nella capitale, venendo convocato per il suo primo Pro Bowl in carriera. Dopo la stagione 2000 in cui i Redskins terminarono 8-8, Johnson lasciò la squadra in qualità di free agent.

### Tampa Bay Buccaneers
Nel 2001, Johnson passò ai Tampa Bay Buccaneers. Quell'anno superò i record di franchigia di Tampa Bay in yard passate (3.406), passaggi completati (340) e tentati (540), touchdown (22), percentuale di passaggi completati (62,9%), passaggi consecutivi senza intercetti (187) e minor percentuale di intercetti (1,3%). Quell'anno guidò i Buccaneers alla loro prima vittoria del Super Bowl e fu convocato per il suo secondo Pro Bowl. Quell'anno, Brad fu il primo giocatore della storia dei Bucs a guidare nel passer rating la NFC con 92,9. Per due volte fu nominato miglior giocatore offensivo della NFC della settimana nelle gare contro Minnesota e Atlanta.
Dopo la vittoria del titolo, i Bucs attraversarono una fase di difficoltà, anche economica, così, malgrado Johnson avesse mantenuto delle buone statistiche, dopo la stagione 2004 lasciò la squadra.

### Ritorno ai Vikings
Dopo la fine dell'avventura ai Buccaneers, Johnson tornò ai Vikings, una squadra in difficoltà col quarterback titolare Daunte Culpepper senza armi offensive e la cessione di Randy Moss. Johnson prese in mano la squadra nella seconda parte della stagione e la guidò a un record parziale di 7-2, comprese 6 vittorie consecutive. La stagione successiva fu nominato titolare ma faticò moltissimo e a fine stagione fu svincolato in favore del rookie Tarvaris Jackson.

### Dallas Cowboys
Johnson passò gli ultimi due anni di carriera ai Dallas Cowboys come riserva di Tony Romo. Il 29 febbraio 2009 fu svincolato dalla franchigia del Texas, decidendo di ritirarsi.

## Palmarès

### Franchigia
- Super Bowl : 1

Tampa Bay Buccaneers: XXXVII
- National Football Conference Championship: 1

Tampa Bay Buccaneers: 2002

### Individuale
- Convocazioni al Pro Bowl

1999, 2002

## Statistiche
| Anno   | Squadra | G   | Passaggi | Passaggi | Passaggi | Passaggi | Passaggi | Passaggi | Passaggi | Corse | Corse | Corse |
| Anno   | Squadra | G   | Comp     | Ten      | %        | Yard     | Media    | TD       | INT      | Ten   | Yard  | TD    |
| ------ | ------- | --- | -------- | -------- | -------- | -------- | -------- | -------- | -------- | ----- | ----- | ----- |
| 1994   | MIN     | 4   | 22       | 37       | 59.5     | 150      | 4.1      | 0        | 0        | 2     | -2    | 0     |
| 1995   | MIN     | 5   | 25       | 36       | 69.4     | 272      | 7.6      | 0        | 2        | 9     | -9    | 0     |
| 1996   | MIN     | 12  | 195      | 311      | 62.7     | 2,258    | 7.3      | 17       | 10       | 34    | 90    | 1     |
| 1997   | MIN     | 13  | 275      | 452      | 60.8     | 3,036    | 6.7      | 20       | 12       | 35    | 139   | 0     |
| 1998   | MIN     | 4   | 65       | 101      | 64.4     | 747      | 7.4      | 7        | 5        | 12    | 15    | 0     |
| 1999   | WSH     | 16  | 316      | 519      | 60.9     | 4,005    | 7.7      | 24       | 13       | 26    | 31    | 2     |
| 2000   | WSH     | 12  | 227      | 364      | 62.4     | 2,505    | 6.9      | 11       | 15       | 22    | 58    | 1     |
| 2001   | TB      | 16  | 340      | 559      | 60.8     | 3,406    | 6.1      | 13       | 11       | 39    | 120   | 3     |
| 2002   | TB      | 13  | 281      | 451      | 62.3     | 3,049    | 6.8      | 22       | 6        | 13    | 30    | 0     |
| 2003   | TB      | 16  | 354      | 570      | 62.1     | 3,811    | 6.7      | 26       | 21       | 25    | 33    | 0     |
| 2004   | TB      | 4   | 65       | 103      | 63.1     | 674      | 6.5      | 3        | 3        | 5     | 23    | 0     |
| 2005   | MIN     | 15  | 184      | 294      | 62.6     | 1,885    | 6.4      | 12       | 4        | 18    | 53    | 0     |
| 2006   | MIN     | 15  | 270      | 439      | 61.5     | 2,750    | 6.3      | 9        | 15       | 29    | 82    | 1     |
| 2007   | DAL     | 16  | 7        | 11       | 63.6     | 79       | 7.2      | 0        | 0        | 5     | -5    | 0     |
| 2008   | DAL     | 16  | 41       | 78       | 52.6     | 427      | 5.5      | 2        | 5        | 2     | -1    | 0     |
| Totale | Totale  | 178 | 2,668    | 4,326    | 61.7     | 29,054   | 6.7      | 166      | 122      | 276   | 657   | 8     |